# نازي بايكيدز
نازي بايكيدز (بالإنجليزية: Nazí Paikidze)‏ (مواليد 27 أكتوبر 1993) (بالجورجية: ნაზი პაიკიძე) لاعبة شطرنج جورجية-أمريكية.
فازت ببطولة الولايات المتحدة للشطرنج للسيدات سنتي 2016 و2018.

## روابط خارجية
- نازي بايكيدز على موقع الاتحاد الدولي للشطرنج (الإنجليزية)
- نازي بايكيدز على موقع مباريات الشطرنج (الإنجليزية)
- نازي بايكيدز على موقع 365Chess.com (الإنجليزية)
- نازي بايكيدز على موقع Chesstempo.com (الإنجليزية)
- نازي بايكيدز على موقع الاتحاد الأمريكي للشطرنج (الإنجليزية)